# Gnomoniaceae
Gnomoniaceae G. Winter – rodzina grzybów z rzędu Diaporthales.

## Charakterystyka
Grzyby mikroskopijne, saprotrofy i pasożyty roślin zielnych i zdrewniałych. Endofity rozwijające się szczególnie na liściach. Wytwarzają owocniki typu perytecjum zanurzone w tkankach, o szyjkach wystających ponad powierzchnię porażonej rośliny. Czasami tworzą zredukowane podkładki w różnych częściach zainfekowanych roślin. Worki maczugowate, cylindryczne lub wrzecionowate, zazwyczaj posiadające na szczycie wyraźny pierścień. Powstają w nich cylindryczne, elipsoidalne lub wrzecionowate askospory, dwukomórkowe lub kilkukomórkowe, w różny sposób podzielone przegrodami.
Wywołują grzybowe choroby roślin, m.in. antraknozę drzew liściastych, antraknozę platana, antraknozę orzecha włoskiego.

## Systematyka
Pozycja w klasyfikacji według Index Fungorum
Diaporthales, Diaporthomycetidae, Sordariomycetes, Pezizomycotina, Ascomycota, Fungii.
Rodzaje
Według aktualizowanej klasyfikacji Index Fungorum bazującej na Dictionary of the Fungi do rodziny tej należą rodzaje:

- Ambarignomonia Sogonov 2008
- Anisomyces Theiss. & Syd. 1914
- Apiognomonia Höhn. 1917
- Asteroma DC. 1815
- Bagcheea E. Müll. & R. Menon 1954
- Clypeoporthe Höhn. 1919
- Combosira (Fr.) Rabenh. 1860
- Cryphognomonia C.M. Tian & N. Jiang 2020
- Cryptosporella Sacc. 1877
- Diaporthella Petr. 1924
- Diplacella Syd. 1930
- Diplodina Westend. 1857
- Discosporium Höhn. 1915
- Ditopella De Not. 1863
- Ditopellopsis J. Reid & C. Booth 1967
- Flavignomonia C.M. Tian, Qin Yang & N. Jiang 2019
- Gloeosporidina Petr. 1921
- Gnomonia Ces. & De Not. 1863
- Gnomoniella Sacc. 1881
- Gnomoniopsis Berl. 1893
- Linospora Fuckel 1870
- Mamianiella Höhn. 1917
- Marsupiomyces Senan. & K.D. Hyde 2017
- Millerburtonia Cif. 1951
- Neognomoniopsis Crous 2019
- Occultocarpon L.C. Mejía & Zhu L. Yang 2012
- Ophiognomonia (Sacc.) Sacc. 1899
- Phragmoporthe Petr. 1934
- Phylloporthe Syd. 1925
- Plagiostoma Fuckel 1870
- Pleuroceras Riess 1854
- Skottsbergiella Petr. 1927
- Tenuignomonia Minosh., D.M. Walker & Hirooka 2018
- Uniseta Ciccar. 1948
- Xenotypa Petr. 1955[2].